# 约翰·伯顿-桑德森
约翰·伯顿-桑德森（1828年12月21日—1905年11月23日）是一位生理学家，1867年当选英国皇家学会会士，1874—1882年担任伦敦大学学院乔德雷尔生理学教授，1882—1905年担任牛津大学韦恩弗雷特生理学教授，1883年获皇家獎章，1893年担任不列顛科學協會会长。